# Kissos
Kissos (Grieks: Κισσός) is een dorp in de gemeente Zagora-Mouresi, in het oostelijke deel van Magnesia, Thessalië, Griekenland. Het ligt op de oostelijke helling van de berg Pilion, op ongeveer 500 meter hoogte, 3 km van de Egeïsche Zee in het noordoosten. Het ligt 3 km ten westen van Mouresi, 5 km ten zuidoosten van Zagora en 17 km ten oosten van de stad Volos (de hoofdstad van Magnesia).
De kerk Agia Marina, die dateert uit de 17e eeuw, staat in Kissos. De kerk werd in 1650 gebouwd tijdens de Turkse bezetting van Griekenland.

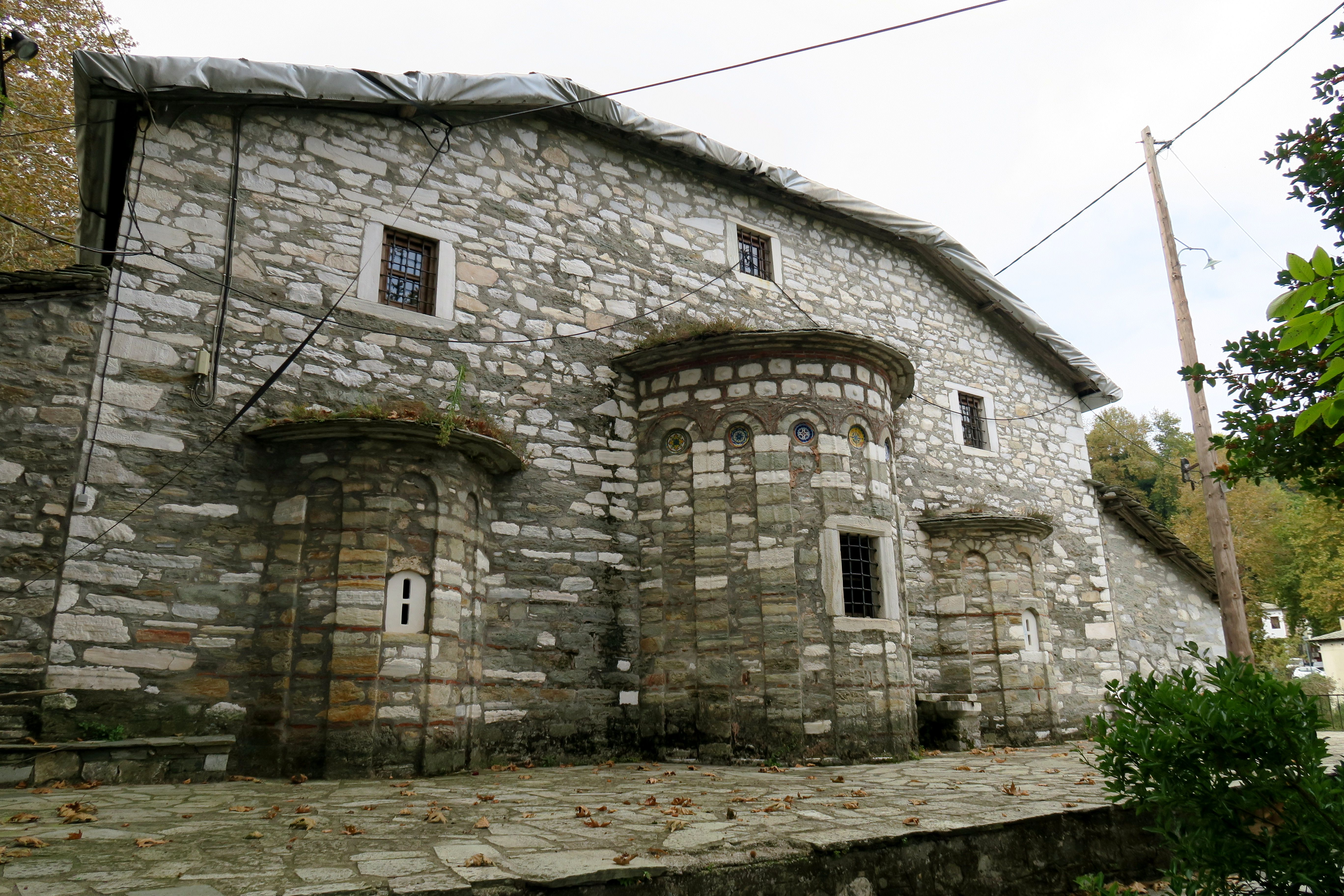
Agia Marina

Ook het kerkelijk museum van Agia Marina bevindt zich in het dorp.

## Inwoners
| Jaar | Inwoners |
| ---- | -------- |
| 1981 | 430      |
| 1991 | 467      |
| 2001 | 393      |
| 2011 | 332      |